# Schwimmeuropameisterschaften 1991
Die 20. Schwimmeuropameisterschaften fanden vom 18. August bis 25. August 1991 im Athener Vorort Marousi statt und wurden von der Ligue Européenne de Natation (LEN) veranstaltet.
Die Schwimmeuropameisterschaften 1991 beinhalteten Wettbewerbe im Schwimmen, Kunst- und Turmspringen, Synchronschwimmen sowie die beiden Wasserballturniere. Die Wettkämpfe wurden im Athener Wassersportzentrum ausgetragen, das 2004 für die Olympischen Sommerspiele genutzt wurde.
Die Europameisterschaften im Freiwasserschwimmen wurden vom 14. bis 15. September in Italien in Terracina (Italien) ausgetragen.

## Beckenschwimmen

### Ergebnisse Männer
| Wettbewerb                 | Gold                           | Gold     | Silber                                               | Silber   | Bronze                                                        | Bronze   |
| -------------------------- | ------------------------------ | -------- | ---------------------------------------------------- | -------- | ------------------------------------------------------------- | -------- |
| 50 m Freistil              | Nils Rudolph Deutschland       | 22.33    | Gennadi Prigoda Sowjetunion                          | 22.44    | Mike Fibbens Großbritannien Wolodymyr Tkatschenko Sowjetunion | 22.72    |
| 100 m Freistil             | Alexander Popow Sowjetunion    | 49.18    | Nils Rudolph Deutschland                             | 49.52    | Giorgio Lamberti Italien                                      | 49.57    |
| 200 m Freistil             | Artur Wojdat Polen             | 1:48.10  | Giorgio Lamberti Italien                             | 1:48.15  | Roberto Gleria Italien                                        | 1:48.74  |
| 400 m Freistil             | Jewgeni Sadowy Sowjetunion     | 3:49.02  | Artur Wojdat Polen                                   | 3:49.09  | Giorgio Lamberti Italien                                      | 3:50.46  |
| 1500 m Freistil            | Jörg Hoffmann Deutschland      | 15:02.57 | Ian Wilson Großbritannien                            | 15:03.72 | Sebastian Wiese Deutschland                                   | 15:14.30 |
| 100 m Rücken               | Martín López-Zubero Spanien    | 55.30    | Dirk Richter Deutschland                             | 56.04    | Franck Schott Frankreich                                      | 56.29    |
| 200 m Rücken               | Martín López-Zubero Spanien    | 1:58.66  | Dirk Richter Deutschland Wladimir Selkow Sowjetunion | 2:00.18  |                                                               |          |
| 100 m Brust                | Norbert Rózsa Ungarn           | 1:01.49  | Adrian Moorhouse Großbritannien                      | 1:01.88  | Gianni Minervini Italien                                      | 1:02.41  |
| 200 m Brust                | Nick Gillingham Großbritannien | 2:12.55  | Norbert Rózsa Ungarn                                 | 2:12.58  | Sergio López Spanien                                          | 2:13.10  |
| 100 m Schmetterling        | Wladislaw Kulikow Sowjetunion  | 54.22    | Martín López-Zubero Spanien                          | 54.30    | Nils Rudolph Deutschland                                      | 54.31    |
| 200 m Schmetterling        | Franck Esposito Frankreich     | 1:59.59  | Rafał Szukała Polen                                  | 2:01.01  | Christophe Bordeau Frankreich                                 | 2:01.25  |
| 200 m Lagen                | Lars Sørensen Dänemark         | 2:02.63  | Christian Gessner Deutschland                        | 2:02.66  | Luca Sacchi Italien                                           | 2:02.93  |
| 400 m Lagen                | Luca Sacchi Italien            | 4:17.81  | Patrick Kühl Deutschland                             | 4:17.85  | Christian Gessner Deutschland                                 | 4:19.16  |
| 4 × 100 m Freistil Staffel | Sowjetunion                    | 3:17.11  | Deutschland                                          | 3:18.31  | Schweden                                                      | 3:20.42  |
| 4 × 200 m Freistil Staffel | Sowjetunion                    | 7:15.96  | Italien                                              | 7:18.30  | Deutschland                                                   | 7:19.13  |
| 4 × 100 m Lagen Staffel    | Sowjetunion                    | 3:40.68  | Frankreich                                           | 3:42.15  | Ungarn                                                        | 3:42.35  |

### Ergebnisse Frauen
| Wettbewerb                 | Gold                           | Gold    | Silber                          | Silber  | Bronze                      | Bronze  |
| -------------------------- | ------------------------------ | ------- | ------------------------------- | ------- | --------------------------- | ------- |
| 50 m Freistil              | Simone Osygus Deutschland      | 25.80   | Catherine Plewinski Frankreich  | 25.84   | Inge de Bruijn Niederlande  | 25.91   |
| 100 m Freistil             | Catherine Plewinski Frankreich | 56.20   | Karin Brienesse Niederlande     | 56.44   | Simone Osygus Deutschland   | 56.47   |
| 200 m Freistil             | Mette Jacobsen Dänemark        | 2:00.29 | Catherine Plewinski Frankreich  | 2:00.34 | Luminița Dobrescu Rumänien  | 2:01.77 |
| 400 m Freistil             | Irene Dalby Norwegen           | 4:11.63 | Beatrice Coadă Rumänien         | 4:12.33 | Cristina Sossi Italien      | 4:12.35 |
| 800 m Freistil             | Irene Dalby Norwegen           | 8:32.08 | Jana Henke Deutschland          | 8:32.25 | Cristina Sossi Italien      | 8:33.79 |
| 100 m Rücken               | Krisztina Egerszegi Ungarn     | 1:00.31 | Tünde Szabó Ungarn              | 1:01.11 | Dagmar Hase Deutschland     | 1:02.41 |
| 200 m Rücken               | Krisztina Egerszegi Ungarn     | 2:06.62 | Tünde Szabó Ungarn              | 2:11.42 | Dagmar Hase Deutschland     | 2:12.21 |
| 100 m Brust                | Yelena Rudkovskaya Sowjetunion | 1:09.05 | Switlana Bondarenko Sowjetunion | 1:09.99 | Tania Dangalakova Bulgarien | 1:10.12 |
| 200 m Brust                | Yelena Rudkovskaya Sowjetunion | 2:29.50 | Beatrice Coadă Rumänien         | 2:32.00 | Tania Dangalakova Bulgarien | 2:32.09 |
| 100 m Schmetterling        | Catherine Plewinski Frankreich | 1:00.32 | Inge de Bruijn Niederlande      | 1:01.64 | Therese Lundin Schweden     | 1:01.80 |
| 200 m Schmetterling        | Mette Jacobsen Dänemark        | 2:12.87 | Sabine Herbst Deutschland       | 2:14.72 | Berit Puggaard Dänemark     | 2:14.80 |
| 200 m Lagen                | Daniela Hunger Deutschland     | 2:15.53 | Beatrice Coadă Rumänien         | 2:16.68 | Marion Zoller Deutschland   | 2:17.43 |
| 400 m Lagen                | Krisztina Egerszegi Ungarn     | 4:39.78 | Beatrice Coadă Rumänien         | 4:44.67 | Ewa Synowska Polen          | 4:47.92 |
| 4 × 100 m Freistil Staffel | Niederlande                    | 3:45.36 | Deutschland                     | 3:45.54 | Dänemark                    | 3:46.36 |
| 4 × 200 m Freistil Staffel | Dänemark                       | 8:05.90 | Deutschland                     | 8:10.26 | Vereinigtes Königreich      | 8:13.97 |
| 4 × 100 m Lagen Staffel    | Sowjetunion                    | 4:08.55 | Deutschland                     | 4:10.10 | Niederlande                 | 4:14.03 |

## Kunst- und Turmspringen

### Ergebnisse Männer
| Wettbewerb | Gold                             | Silber                    | Bronze                      |
| ---------- | -------------------------------- | ------------------------- | --------------------------- |
| 1 m        | Andrej Semenjuk Sowjetunion      | Peter Böhler Deutschland  | Edwin Jongejans Niederlande |
| 3 m        | Albin Killat Deutschland         | Joakim Andersson Schweden | Davide Lorenzini Italien    |
| 10 m       | Wladimir Timoschinin Sowjetunion | Dmitri Sautin Sowjetunion | Bob Morgan Großbritannien   |

### Ergebnisse Frauen
| Wettbewerb | Gold                          | Silber                    | Bronze                      |
| ---------- | ----------------------------- | ------------------------- | --------------------------- |
| 1 m        | Brita Baldus Deutschland      | Irina Laschko Sowjetunion | Conny Schmalfuß Deutschland |
| 3 m        | Irina Laschko Sowjetunion     | Wera Iljina Sowjetunion   | Brita Baldus Deutschland    |
| 10 m       | Jelena Miroschina Sowjetunion | Ynha Afonyna Sowjetunion  | Ute Wetzig Deutschland      |

## Synchronschwimmen
| Wettbewerb | Gold                       | Silber                     | Bronze                      |
| ---------- | -------------------------- | -------------------------- | --------------------------- |
| Einzel     | Olga Sedakowa              | Christina Thalassinidou    | Anne Capron                 |
| Duett      | Anna Kozlova Olga Sedakowa | Anne Capron Céline Leveque | Marjolijn Both Tamara Zwart |
| Gruppe     | Sowjetunion                | Frankreich                 | Italien                     |

## Wasserball

### Ergebnisse Männer
| Wettbewerb | Gold        | Silber  | Bronze      |
| ---------- | ----------- | ------- | ----------- |
| Mannschaft | Jugoslawien | Spanien | Sowjetunion |

### Ergebnisse Frauen
| Wettbewerb | Gold   | Silber      | Bronze  |
| ---------- | ------ | ----------- | ------- |
| Mannschaft | Ungarn | Niederlande | Italien |